# Бегу (Бузау)
Бегу (рум. Begu) насеље је у Румунији у округу Бузау у општини Панатау. Oпштина се налази на надморској висини од 543 m.

## Становништво
Према подацима из 2002. године у насељу је живело 272 становника, од којих су сви румунске националности.